# Cleisostoma muticum
Cleisostoma muticum är en orkidéart som först beskrevs av Heinrich Gustav Reichenbach, och fick sitt nu gällande namn av Leslie Andrew Garay. Cleisostoma muticum ingår i släktet Cleisostoma, och familjen orkidéer. Inga underarter finns listade i Catalogue of Life.